# Миколаївський тролейбус
Миколáївський тролéйбус — тролейбусна система, один із видів громадського транспорту в місті Миколаєві. Станом на 2025 рік довжина тролейбусних ліній — 61,1 км, які обслуговує 80 тролейбус. Тролейбус є найпоширенішим видом транспорту у місті поряд із трамваями та автобусами.

## Історія

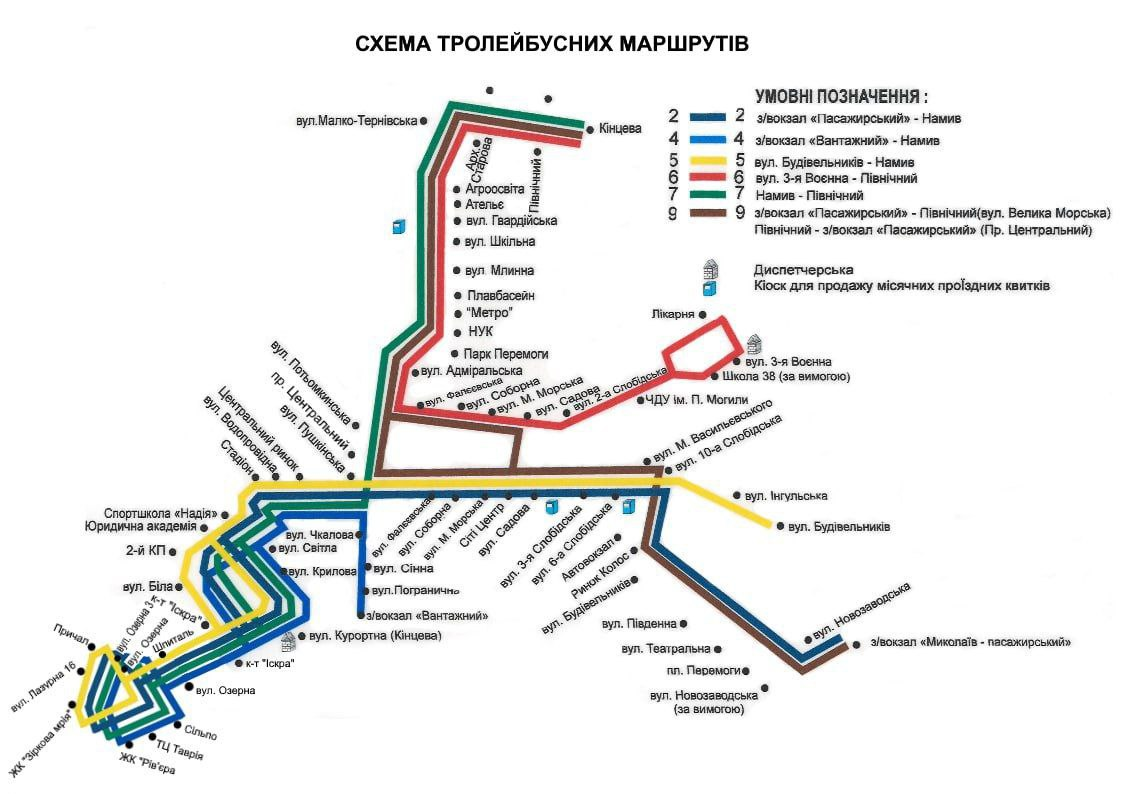
Схема тролейбусних маршрутів міста (2021)

Перші згадки про організацію тролейбусного руху в Миколаєві датуються груднем 1945 року під час складання проєкту «Великий Миколаїв». Наступні згадки відносяться до 1951 року, коли постановою Ради Міністрів СРСР було передбачено розпочати проєктування тролейбусної мережі міста з 1952 року. Однак усі зусилля щодо початку робіт, пов'язаних із запуском тролейбусів, стримували низькі обсяги випуску тролейбусів єдиним на той час заводом імені Урицького в місті Енгельс Саратовської області. Подальші плани запуску тролейбусів кілька разів відкладалися, змінювалися раніше затверджені траси маршрутів. Перші роботи зі встановлення контактної мережі розпочалися у 1965 році.  
У вересні 1967 року до міста надійшли перші тролейбуси моделі «Київ-4». У жовтні 1967 року лінії першої черги були побудовані. З 18 жовтня 1967 року розпочалася пробна обкатка маршрутів.  
Урочисте відкриття тролейбусного руху в місті відбулося  29 жовтня 1967 року. Перша лінія под'єднала старий залізничний вокзал і кільце біля старого міського цвинтаря. Перші тролейбуси моделі Київ-4 надходили до Миколаєва з Київського заводу електротранспорту. На момент відкриття тролейбусних ліній у місті було шість тролейбусів. До кінця 1967 року їх стало десять. Друга лінія з'єднала старий залізничний вокзал із Центральним ринком. 
Спочатку тролейбусний парк і ремонтна база були відсутні. Перші тролейбуси ремонтувалися на вулиці Пушкінській (нині — Аркасівська вулиця), мийка виконувалася біля вокзалу Миколаїв-Вантажний. Складні поломки усувалися у трамвайному депо. 
У серпні 1968 року відкрита тролейбусна лінія, що з'єднала залізничний вокзал із парком імені Петровського. Тролейбуси почали курсувати вулицями Пушкінською та Великою Морською, що дало початок маршруту № 3. У грудні того ж року розпочалися роботи з прокладання тролейбусної лінії до мікрорайону Ліски. Нову ділянку завдовжки 6,5 км було завершено у вересні 1969 року. По цій лінії почав курсувати маршрут № 4, який з'єднав залізничний вокзал і мікрорайон Ліски, а також був подовжений маршрут № 2. 
У 1964 році розпочалося будівництво тролейбусного депо та завершилося 5 березня 1970 року. У травні 1969 року до депо на вулиці Будівельників були спрямовані маршрути № 1 та № 2. У жовтні 1969 року на маршрутах міста працювало 39 тролейбусів. У 1970 році було побудовано розворотне кільце на вулицях Котельній і Володарського, кінцева зупинка маршруту № 3 була продовжена до обласної лікарні.
У 1970-х роках подальший розвиток тролейбусної мережі міста відбувався у напрямку проспекту Миру. 27 липня 1974 року був відкритий для пасажирського руху 5-кілометровий відрізок від кільця на перетині проспектів Леніна і Жовтневого по проспекту Миру до станції Сортувальна. Цього ж дня було запущено тролейбусний маршрут № 5, який сполучив місцевість Ліски з вулицею Дзержинського.
У 1975 році з вулиць міста зникли перші тролейбуси Київ-4. Парк міського рухомого складу почали формувати тролейбуси ЗіУ-5, які надходили з 1968 року, та ЗіУ-9, які почали експлуатуватися з 1972 року.
У 1981 році розпочалися будівництва нових тролейбусних ліній, що стало можливим після відкриття 6 січня 1981 року мосту через річку Інгул, який з'єднав місто з новим мікрорайоном «Соляні», що динамично розбудовувався. У серпні 1981 року розпочалися роботи з прокладання нової лінії, і вже 31 грудня 1983 року було відкрито тролейбусний маршрут № 6, який сполучив парк імені Петровського з мікрорайоном «Соляні».
Будівництво наступної тролейбусної лінії розпочалося восени 1984 року у напрямку нового мікрорайону «Намив». Особливістю цієї траси було додаткове зміцнення опор контактної мережі через проходження лінії по намивній частині. Нова лінія була відкрита напередодні 1986 року, і на Намив почав курсувати тролейбус № 5.
У 1980-ті роки на лініях Миколаєва працювало 95 тролейбусів, які працювали з 05:00 до 01:00.
На початку 1990-х років на базі Київського заводу електротранспорту було налагоджено випуск тролейбусів моделі Київ-11у. У 1992 році два тролейбуси цієї моделі прибули до Миколаєва та отримали бортові номери 3154, 3155. Вони працювали на маршрутах № 5 і № 6. Однак модель виявилася ненадійною, і після нетривалої експлуатації ці тролейбуси були зняті з пасажирських перевезень.
У середині 1990-х років, щоб хоч трохи розвантажити центр міста, в управлінні міського електротранспорту провели експеримент. У результаті на вулицях Миколаєва з'явилися незвичні «поїзди», що складалися з двох зчеплених тролейбусів ЗіУ-9. Спочатку вони працювали на маршруті № 6, а згодом перейшли на спеціально організовану лінію № 2А «Ліски — Залізничний вокзал».
У 1998—1999 роках до міста надійшли три нових тролейбуси моделі ЛАЗ-52522, які виготовлені на Львівському заводі. Це були перші тролейбуси українського виробництва.
Наприкінці 1999 року було відкрито тролейбусний маршрут № 7, який сполучив мікрорайони «Ліски» та «Соляні». Нову ділянку тролейбусної лінії було побудовано навесні 2001 року, що дозволило запустити тролейбус у мікрорайон «Північний». Лінія стала відгалуженням від діючої траси по проспекту Героїв України. По новій лінії почав курсувати тролейбусний маршрут № 9, який сполучив залізничний вокзал та мікрорайон «Північний». Однак у середині жовтня 2001 року маршрут №«»9 було закрито через низький пасажиропотік. Таким чином, він проіснував трохи більше року. Тролейбусний маршрут №«»7 був перенаправлений до мікрорайону «Північний». У середині жовтня 2001 року офіційно закриті тролейбусні маршрути № 1, 3 та 4. Тролейбуси були спрямовані на діючі маршрути.
Наприкінці 2002 року до Миколаєва надійшло п'ять нових тролейбусів моделі ЮМЗ Т2, виготовлених на Дніпровському підприємстві «Південмаш», які стали гідною альтернативою тролейбусам ЗіУ-682, продемонструвавши високу якість та надійність у експлуатації.
У травні–червні 2006 року у Миколаєві відбувалася випробувальна експлуатація тролейбусу моделі ЛАЗ Е183D1 львівського виробництва. Наприкінці 2006 року для міста було придбано новий тролейбус цієї моделі (бортовий № 3001). Навесні 2008 року до міста надійшли ще три тролейбуси цієї моделі (№ 3002–3004), які розпочали роботу на маршруті № 6. У 2008 році маршрут № 6 подовжено від Агроосвіти до мікрорайону «Північний».
У серпні 2012 року на тендерному конкурсі, проведеному комунальним підприємством «Миколаївелектротранс» перемогло київське підприємство «МАЗтранссервіс», яке запропонувало місту Миколаєву 7 тролейбусів МАЗ-ЕТОН Т103 на загальну вартість 11 млн 340 тис. ₴.
5 жовтня 2012 року надійшов перший тролейбус моделі МАЗ-ЕТОН Т103, а згодом і другий. Тролейбуси отримали бортові № 3006, 3007. З 23 жовтня 2012 року, після презентації, машини вийшли на маршрут № 2. З 10 серпня 2013 року на цьому маршруті почали працювати ще два нових тролейбуси МАЗ 103Т (№ 3008, 3009).
18 листопада 2014 року відновлено роботу маршруту № 4 «Миколаїв-Вантажний — Намив».
У 2015 році місто придбало 33 тролейбуси Škoda 14Tr, що раніше експлуатувались в чеських містах Брно, Острава та Пльзень.
Перші два тролейбуси надійшли 7 серпня,
останні — у грудні. 
20 серпня перші чотири тролейбуси почали працювати на маршрутах.
18 вересня 2015 року відновлено роботу маршруту № 9 «Вокзал Миколаїв-Вантажний — мікрорайон «Північний».
15 листопада 2018 року на мікрорайоні «Намив» розпочався монтаж електроопор для проведення тролейбусної лінії по вулиці Лазурній. Перші стовпи під опори почали встановлювати в районі тролейбусного розвороту на початку Намивського берега. Будівництво тролейбусної лінії було продовжено у 2019 році завдовжки 3,2 км. Вартість проєкту — 9 млн ₴ (це і освітлення, встановлення стовпів, прокладання контактного проводу, встановлення модульної трансформаторної підстанції).
19 грудня 2019 року на новозбудовану лінію для тестування були випущені два тролейбуси Škoda 14Tr (№ 3018 та 3023). На новій ділянці встановлені дві автоматичні стрілки: на початку лінії на кільці і біля нової кінцевої зупинки та дві звичайні — подібні стрілки. На новій кінцевій зупинці також прокладені дві паралельні лінії: у водіїв електротранспорту є можливість заїхати на кінцеву зупинку або, в разі чого, проїхати прямо, минаючи її. Примітно, нова встановлена підстанція для забезпечення роботи лінії, що складається з двох трансформаторів (резервного і основного) — найсучасніша в Україні, (вартість модульної підстанції становить 16 млн ₴). Підстанцією є можливість керувати дистанційно та повністю комп'ютеризована. 29 грудня 2019 року нова тролейбусна лінія на мікрорайоні «Намив» була введена в експлуатацію. Цією лінією були подовжені відразу чотири тролейбусні маршрути: № 2, 4, 5 та 7.
КП «Миколаївелектротранс» випустив святкові квитки для проїзду в громадському транспорті до 54-ї річниці з початку роботи тролейбусів у Миколаєві, яке відзначається 29 жовтня 2021 року. Квитки розповсюджуються у водіїв та в спеціалізованих кіосках комунального підприємства. Проїзні талони випустили в обмеженій кількості — 200 тисяч.
За ініціативи та підтримки Миколаївського міського голови Олександра Сєнкевича, комунальне підприємство отримало можливість розпочати оновлення матеріально-технічної бази. Щоденно працюють на лінії 47 тролейбусів, тому придбання нових 40 одиниць електротранспорту — знакова подія для Миколаєва та його жителів.
Другий етап оновлення — 20 тролейбусів з можливістю автономного ходу до 20 км, що дасть змогу запустити тролейбусне сполучення з Корабельним районом. Також у КП «Миколаївелектротранс» працюють над проєктом реконструкції тролейбусного депо. Реалізовуватиметься цей проєкт за рахунок коштів Європейського банку реконструкції та розвитку.
14 липня 2022 року російські окупанти здійснили обстріли ракетами С-300 по тролейбусному депо, в результаті якого пошкоджено 18 нових тролейбусів, які місто придбпло у 2021 році за проєктом Європейського банку реконструкції та розвитку. Загалом, з початку повномасштабного російського вторгнення в України на комунальному підприємстві «Миколаївелектротранс» було пошкоджено 31 тролейбус в результаті обстрілів, з них 5 не підлягають відновленню.
28 липня 2022 року КП «Миколаївелектротранс» розпочало роботи з відновлення тролейбусів, які було пошкоджено під час обстрілу Миколаєва російськими окупантами. Підприємство отримало від постачальника 56 елементів скла на заміну розбитим уламками снарядів. Усі монтажні роботи передбачалося завершити впродовж тижня. В ході виконання робіт відновлені тролейбуси відновлять роботу на маршрутах міста. Вартість виготовлення скла становила понад 200 тисяч гривень, проте сума збитків вказана без врахування вартості монтажних робіт, витратних матеріалів та інших пошкоджень рухомого складу.
19 квітня 2024 року місто отримало перші три тролейбуси PTS T12309 з автономним ходом на 20 км.
17 травня 2024 року проводилася перша  обкатка тролейбуса ЛАЗ E183D1 (№ 3002), який був пошкоджений під час обстрілу тролейбусного депо у 2022 році та не підлягав відновленню у заводських параметрах. Проте, щоб відновити його роботу, в КП ММР «Миколаївелектротранс» зусиллями працівників підприємства його  переобладнали на тролейбус з автономним ходом до 20 км. З 4 липня 2024 року тролейбус працює на маршрутах міста.
4 жовтня 2024 року відкритий тролейбусний маршрут № 10, який сполучає Корабельний район Миколаєва (маршрут обслуговують тролейбуси з автономним ходом).
6 грудня 2024 року відкритий новий тролейбусний маршрут № 1 (мікрорайон «Північний» — мікрорайон «Кульбакине»), який обслуговують тролейбуси з автономним ходом.
18 грудня 2024 року відновлена робота тролейбусного маршруту № 5 (мікрорайон «Намив» — Вулиця Будівельників).
26 грудня 2024 року відкритий новий тролейбусний маршрут № 3 (мікрорайон «Північний» — БК Будівельників).
У лютому 2025 року до Миколаєва надійшли 6 з 9-ти тролейбусів PTS T12309, придбані на грантові кошти у 3,9 млн євро від Данії. Угодою передбачено фінансування додатковими  коштами урядом Данії для придбання 9 тролейбусів, чим повністю закриється  контракт, який був оголошений і проведений на придбання 40 тролейбусів.
16 лютого 2025 року відкритий тролейбусний маршрут № 8 від вулиці Будівельників до мікрорайону Матвіївка (маршрут обслуговують тролейбуси з можливістю автономного ходу).
26 червня 2025 року відкритий тролейбусний маршрут № 6, який подовжений до мікрорайону «Ракетне Урочище» (маршрут обслуговують тролейбуси з можливістю автономного ходу).
9 серпня 2025 року до Миколаєва надійшли ще 9 нових тролейбусів PTS T12309 з автономним ходом на 20 км. Вони придбані завдяки співпраці з Європейським банком реконструкції та розвитку та за фінансової підтримки Уряду Данії, який придбав 18 з них. У рамках проєкту місто вже отримало 37 тролейбусів завдяки угоді з ЄБРР. З 18 серпня 2025 року відкриті нові два маршрути в межах Корабельного району, включаючи об'їзну дорогу, а також маршрути з кінцевою на вулиці Айвазовського: № 11 —  вулиця Айвазовського (кільцевий) та № 12 (Вулиця Айвазовського — Кульбакине).

## Маршрути
| Тролейбусні маршрути міста Миколаєва | Тролейбусні маршрути міста Миколаєва | Тролейбусні маршрути міста Миколаєва            | Тролейбусні маршрути міста Миколаєва | Тролейбусні маршрути міста Миколаєва |
| №                                    | Початковий пункт                     | Кінцевий пункт                                  | Протяжність маршруту, км             | Час в дорозі, хв.                    |
| ------------------------------------ | ------------------------------------ | ----------------------------------------------- | ------------------------------------ | ------------------------------------ |
| 1                                    | Вокзал Миколаїв-Пасажирський         | Вокзал Миколаїв-Вантажний                       |                                      |                                      |
| 1                                    | Мікрорайон «Північний»               | Мікрорайон «Кульбакине» (вул. Знам'янська, 8-А) | 20,23                                | 80                                   |
| 2                                    | Вокзал Миколаїв-Пасажирський         | Мікрорайон «Намив»                              | 15,19                                | 120                                  |
| 3                                    | Миколаїв-Вантажний                   | Вулиця Сиваської Дивізії'                       |                                      |                                      |
| 3                                    | Мікрорайон «Сухий фонтан»            | Мікрорайон «Північний»                          | 8,14                                 |                                      |
| 4                                    | Вокзал Миколаїв-Вантажний            | Мікрорайон «Намив»                              | 15,8                                 | 67                                   |
| 5                                    | Вулиця Будівельників                 | Мікрорайон «Намив»                              | 12,04                                | 97                                   |
| 6                                    | Мікрорайон «Північний»               | Ракетне Урочище                                 | 14,24                                | 77                                   |
| 7                                    | Мікрорайон «Намив»                   | Мікрорайон «Північний»                          | 14,18                                | 110                                  |
| 7А                                   | Вокзал Миколаїв-Вантажний            | Мікрорайон «Північний»                          | 17,1                                 | 68                                   |
| 8                                    | Матвіївка                            | Вулиця Будівельників                            | 27,87                                |                                      |
| 9                                    | Вокзал Миколаїв-Пасажирський         | Мікрорайон «Північний»                          | 15,68                                | 118                                  |
| 10                                   | Мікрорайон «Намив»                   | Вулиця Айвазовського                            | 27,05                                |                                      |
| 11*                                  | Вулиця Айвазовського                 | Вулиця Айвазовського                            | 12,5                                 |                                      |
| 12                                   | Вулиця Айвазовського                 | Кульбакине                                      | 22,6                                 |                                      |

Примітка: Протяжність маршруту вказана від початкового до кінцевого пункту.
- Маршрут № 11 — кільцевий.

## Вартість проїзду

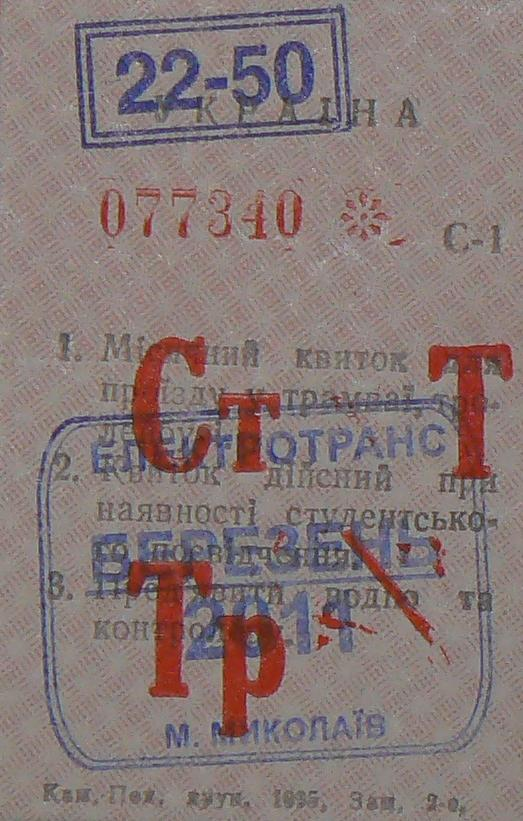
Місячний проїзний квиток (студентський) (березень 2011)

| Динаміка зростання вартості проїзду в трамваях і тролейбусах |                               |                                         |                                         |                                         |                                         |                                         |                                         |                                       |
| Дата встановлення тарифу                                     | Вартість разового квитка, грн | Вартість місячних проїзних квитків, грн | Вартість місячних проїзних квитків, грн | Вартість місячних проїзних квитків, грн | Вартість місячних проїзних квитків, грн | Вартість місячних проїзних квитків, грн | Вартість місячних проїзних квитків, грн | Примітки                              |
| Дата встановлення тарифу                                     | Вартість разового квитка, грн | Студентських                            | Студентських                            | Громадянських                           | Громадянських                           | Для підприємств                         | Для підприємств                         | Примітки                              |
| Дата встановлення тарифу                                     | Вартість разового квитка, грн | Т або Тр                                | Т та Тр                                 | Т або Тр                                | Т та Тр                                 | Т або Тр                                | Т та Тр                                 | Примітки                              |
| ------------------------------------------------------------ | ----------------------------- | --------------------------------------- | --------------------------------------- | --------------------------------------- | --------------------------------------- | --------------------------------------- | --------------------------------------- | ------------------------------------- |
| 25 серпня 2008                                               | 0,75                          | 18,0                                    | 22,50                                   | 36,00                                   | 45,00                                   | 54,00                                   | 90,00                                   | [ 28 ] [ 29 ] [ 30 ] [ 31 ]           |
| 4 квітня 2011                                                | 1,00                          | 20,00                                   | 25,00                                   | 40,00                                   | 50,00                                   | ?                                       | ?                                       | [ 32 ] [ 33 ]                         |
| 3 грудня 2014                                                | 1,50                          | 30,00                                   | 38,00                                   | 60,00                                   | 75,00                                   | 80,00                                   | 135,00                                  | [ 34 ]                                |
| 1 серпня 2016                                                | 2,00                          | 55,00                                   | 70,00                                   | 100,00                                  | 125,00                                  | 140,00                                  | 220,00                                  | [ 35 ]                                |
| 11 червня 2018                                               | 3,00                          | 85,00                                   | 105,00                                  | 150,00                                  | 190,00                                  | 210,00                                  | 330,00                                  | [ 36 ]                                |
| 25 жовтня 2019                                               | 5,00                          | 140,00                                  | 175,00                                  | 250,00                                  | 315,00                                  | 350,00                                  | 545,00                                  | [ 37 ]                                |
| 1 червня 2021                                                | 6,00                          |                                         |                                         |                                         |                                         |                                         |                                         | [ 38 ]                                |
| 12 квітня 2022                                               | 8,00                          |                                         |                                         |                                         |                                         |                                         |                                         | 7,00 (оплата з використанням QR-коду) |
| 1 березня 2025                                               | 10,00                         |                                         |                                         |                                         |                                         |                                         |                                         | [ 39 ]                                |

## Експлуатуюче підприємство
Комунальне підприємство Миколаївської міської ради «Миколаївелектротранс» (КП ММР «Миколаївелектротранс»).
Юридична адреса:
54020, Миколаїв, вулиця Андреєва, 17

## Рухомий склад
| PTS 12309          | 40 |
| Дніпро Т203        | 39 |
| Škoda 14TrM        | 1  |
| ЛАЗ Е183           | 1  |
| Всього:            | 81 |
| Службовий          |    |
| Škoda 14TrR        | 3  |
| Škoda 14Tr10/6     | 2  |
| Дніпро Т203        | 1  |
| ЗіУ-682В-012 [В0А] | 1  |
| МАЗ-ЕТОН Т103      | 1  |
| КТГ-2              | 1  |
| Всього:            | 9  |

## Перспективи
10 серпня 2017 року між Миколаївською міською радою, КП «Миколаївелектротранс» та Європейським банком реконструкції та розвитку було укладено угоду про підготовку кредитного фінансування проекту «Модернізація громадського тролейбусного транспорту м. Миколаїв».
Сума проекту складає 10 млн євро та 2 млн євро залучених грантових коштів Східноєвропейського партнерства з енергоефективності та довкілля.
Проект включатиме придбання 50 нових тролейбусів, модернізацію інфраструктури і депо, а також розширення тролейбусної мережі на 29 км.
Крім того, в рамках проекту ЄБРР надаватиме технічну підтримку місту та КП «Миколаївелектротранс» для розробки нового плану стійкого розвитку міської мобільності (Sustainable Urban Mobility Plan).
У планах також є будівництво тролейбусної лінії у віддалений Корабельний район міста.

## Галерея

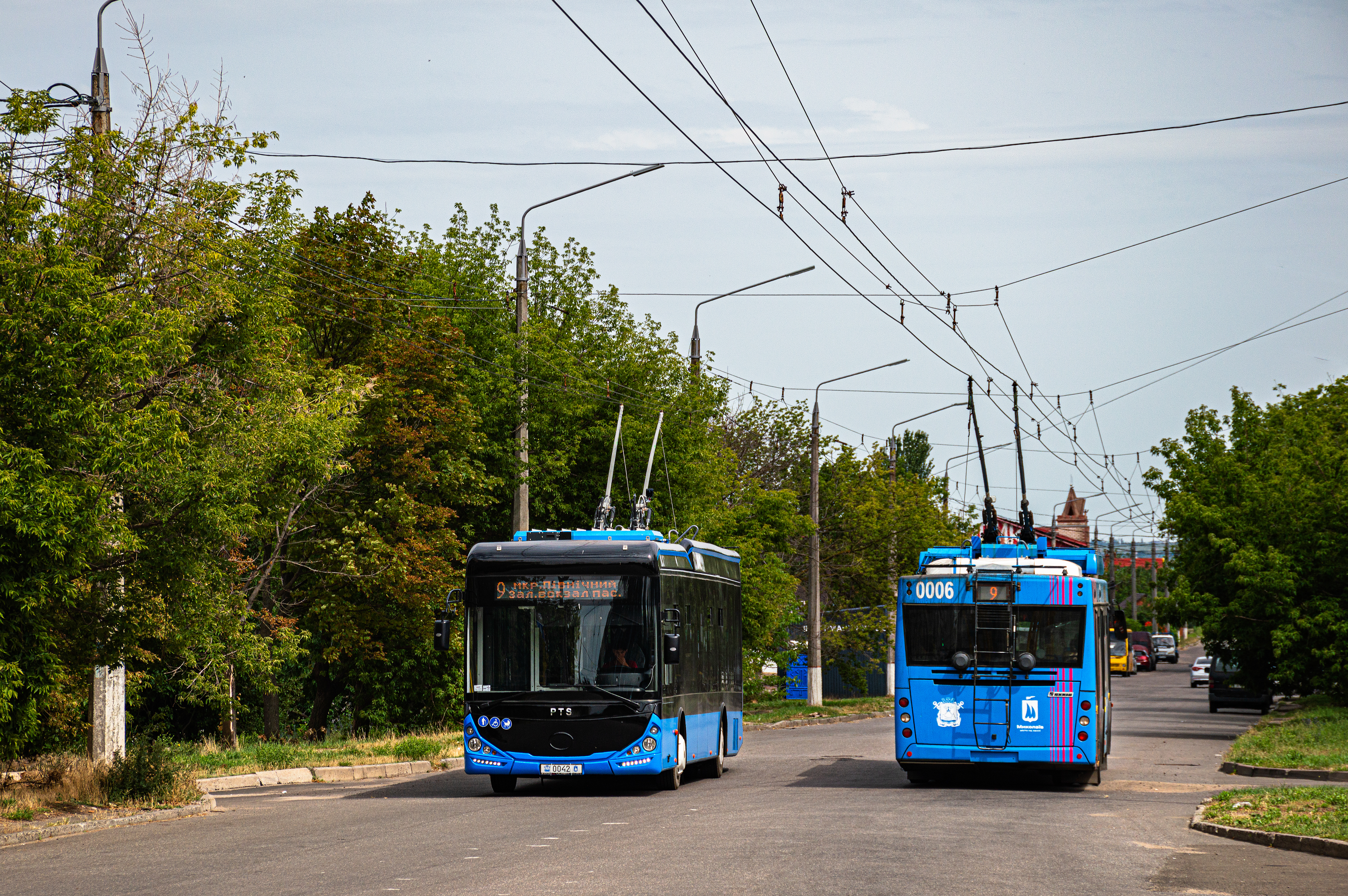
PTS-12
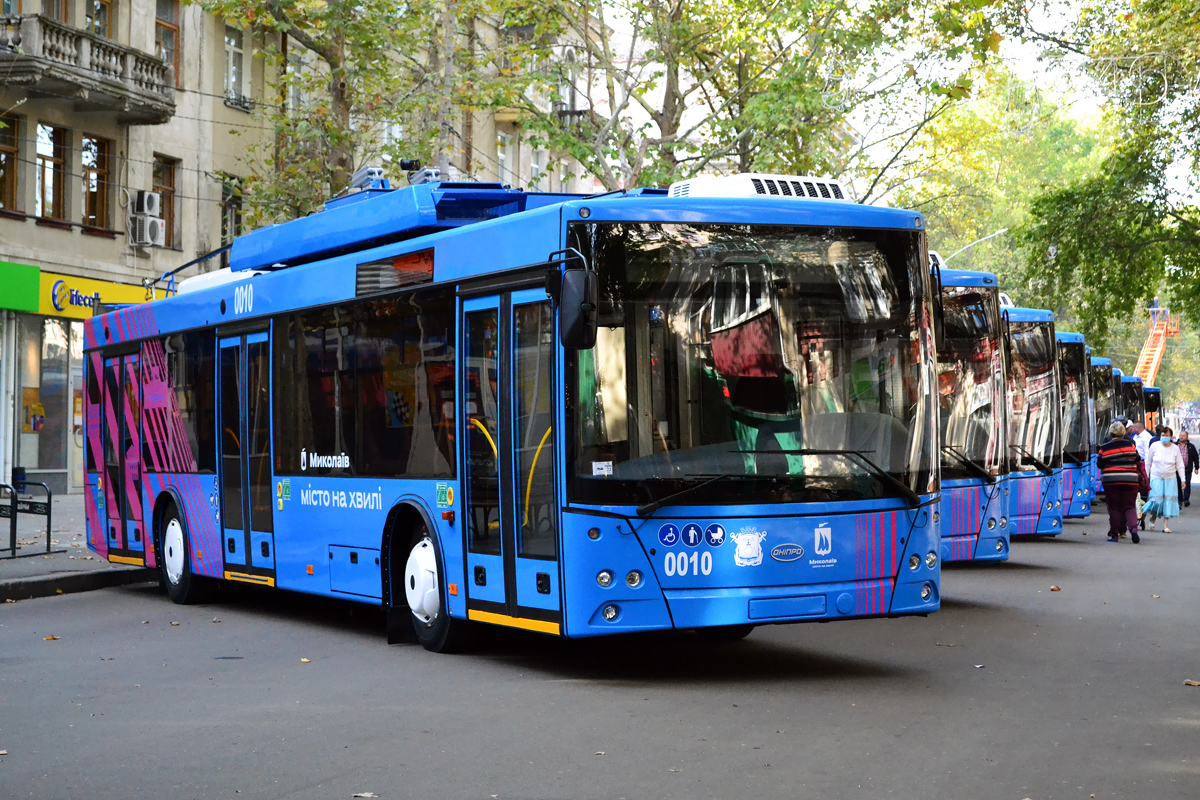
Дніпро Т203
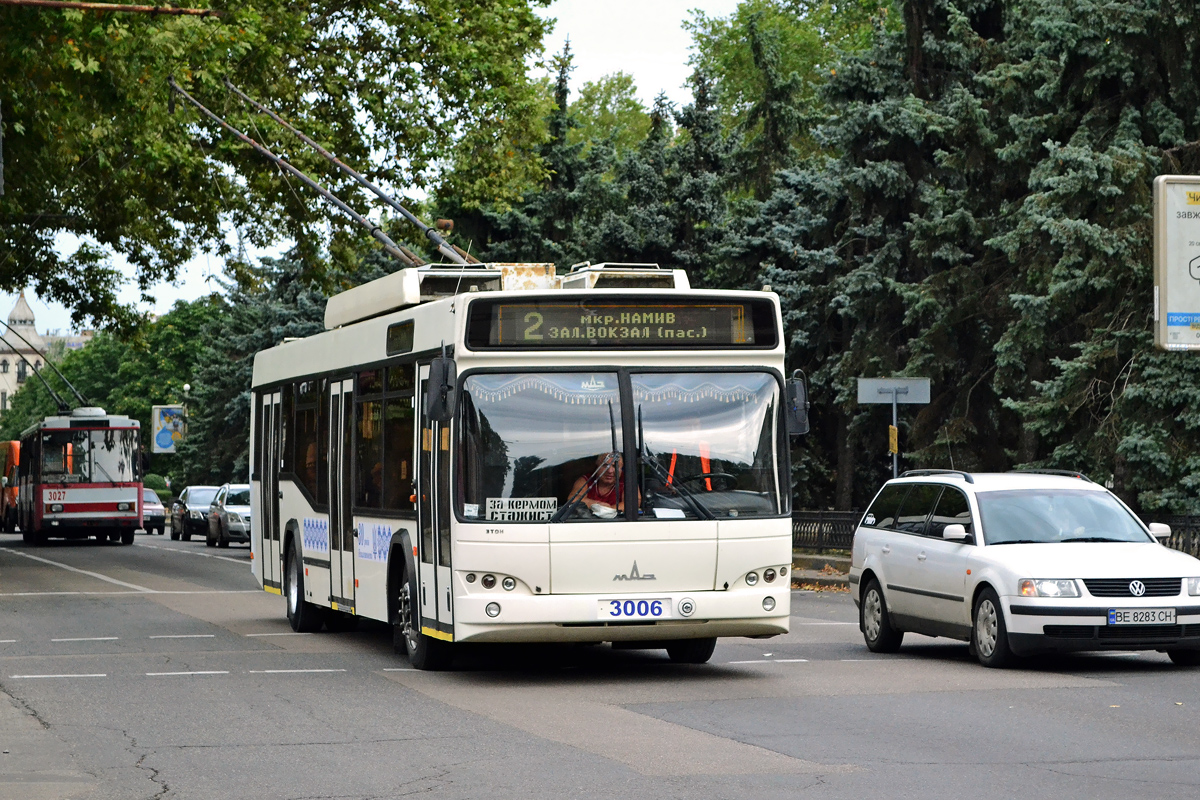
МАЗ-ЕТОН Т103
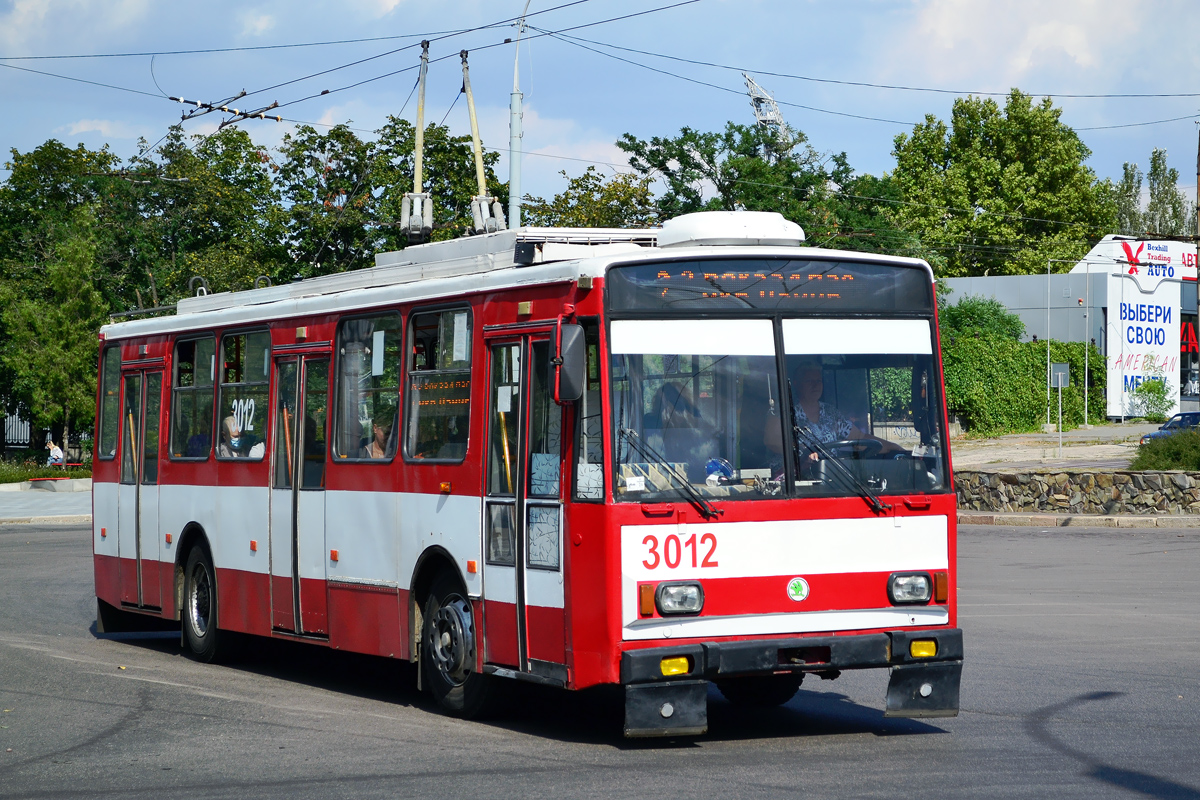
Škoda 14Tr
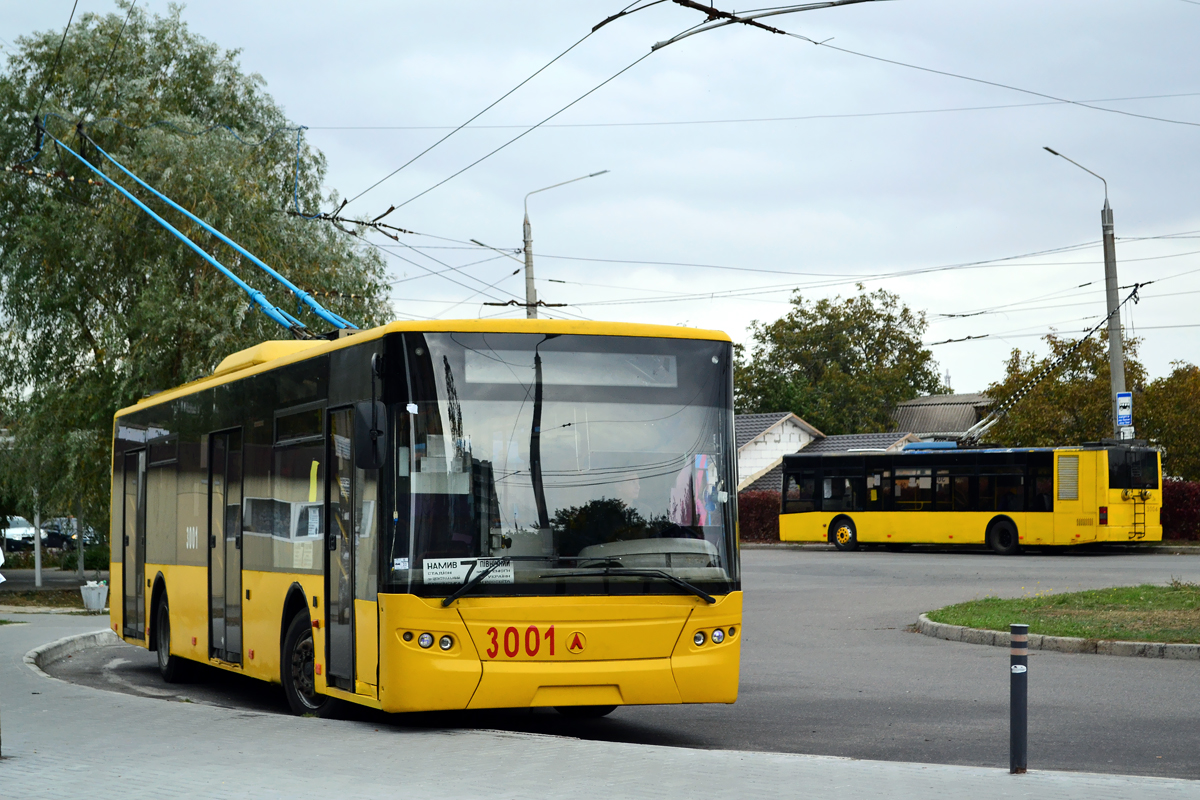
ЛАЗ E183D1
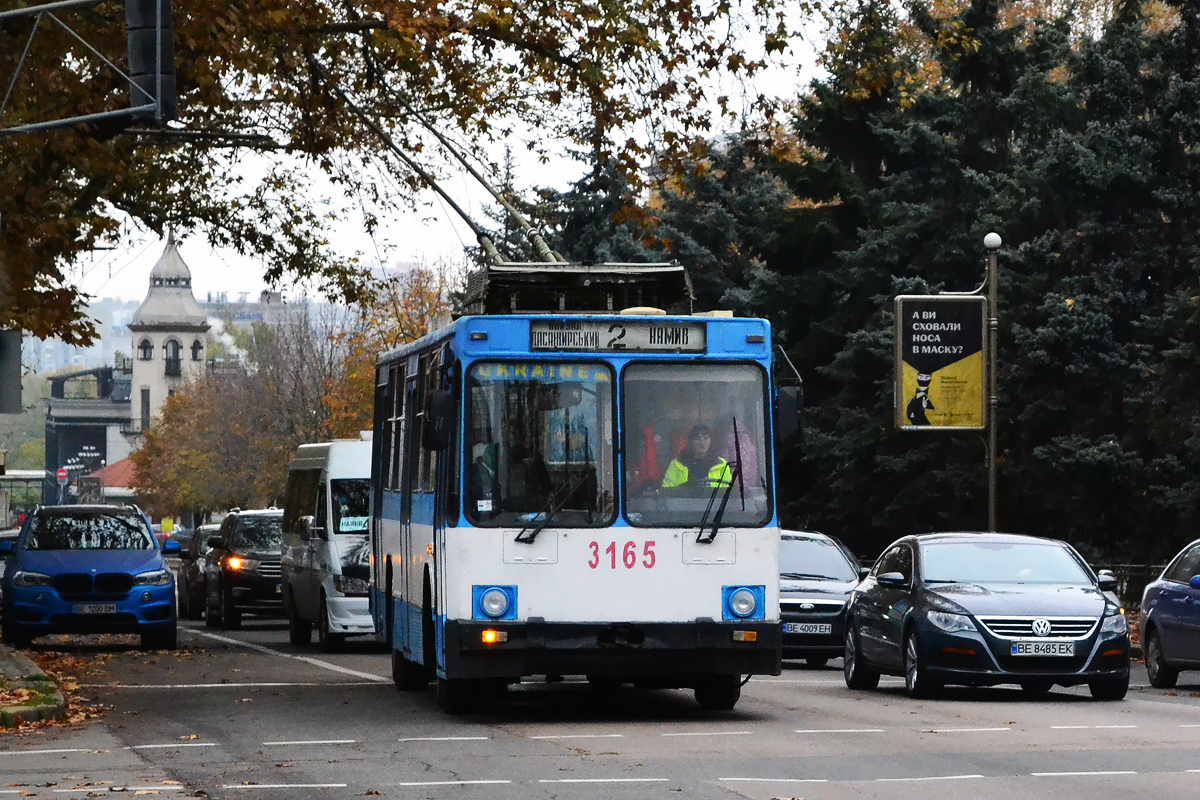
ЮМЗ Т2
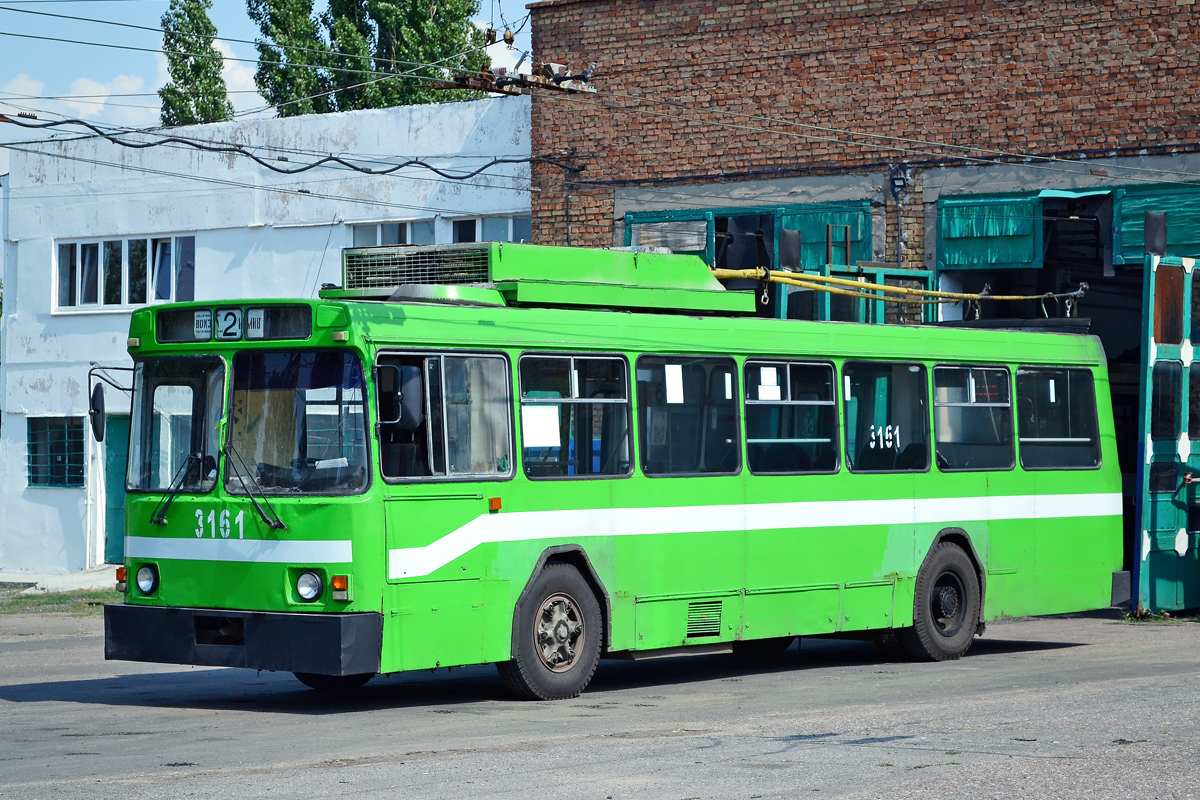
ЛАЗ-52522
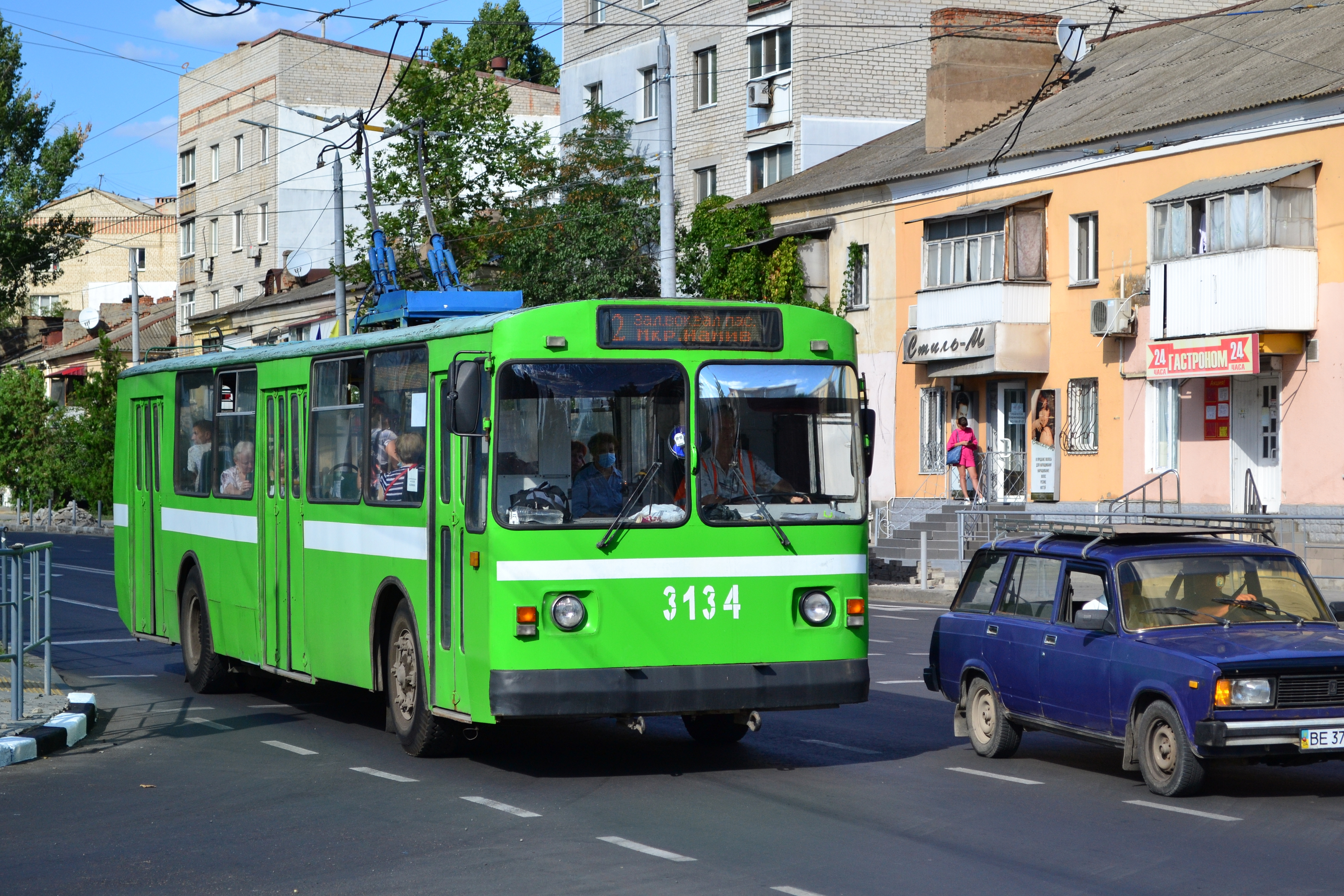
ЗіУ-682В
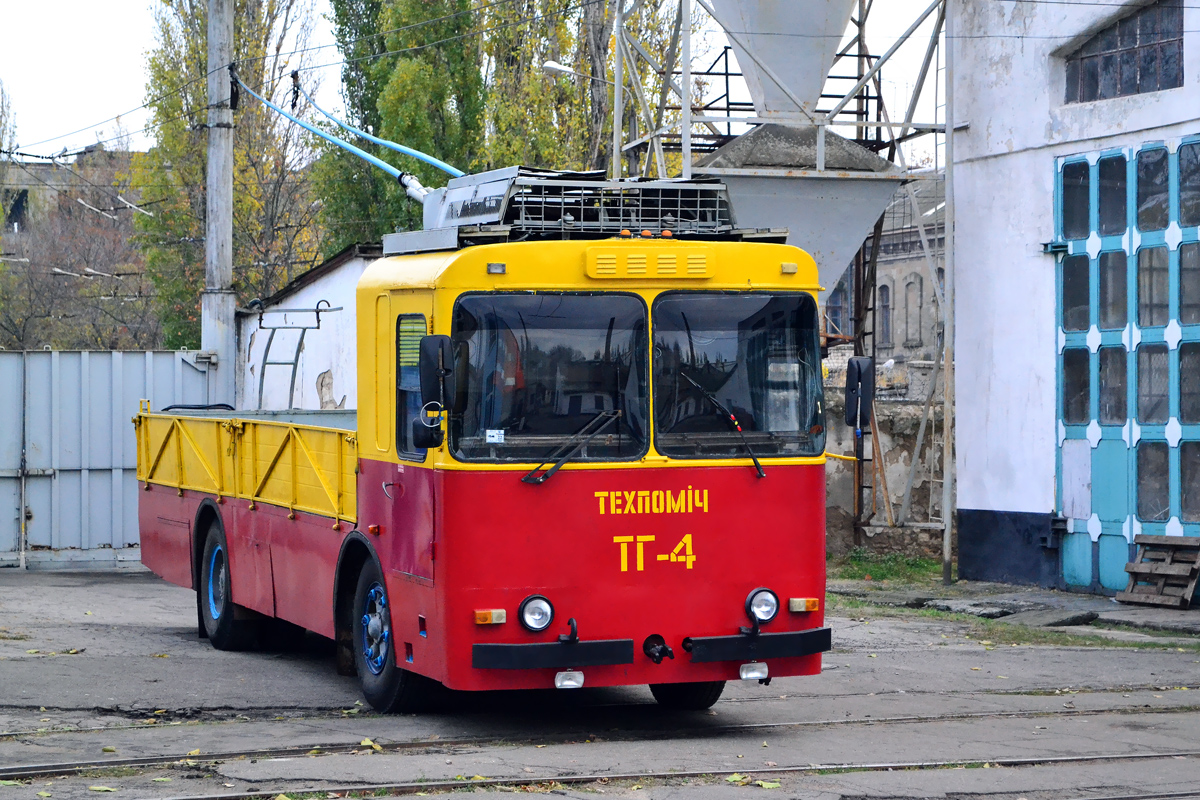
КТГ-2
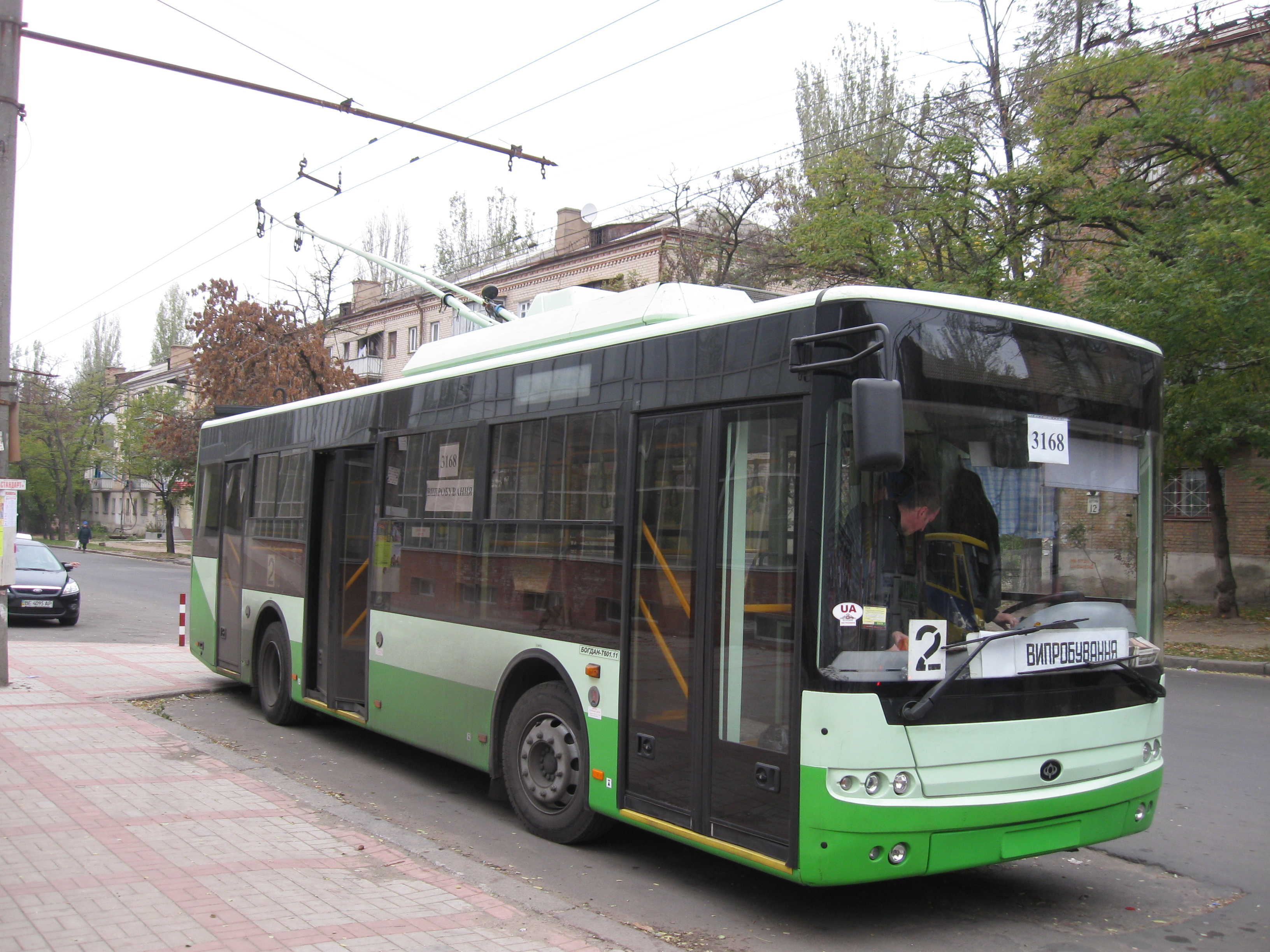
Богдан Т601.11 на випробуваннях в Миколаєві